# Kirkbyellidae
De Kirkbyellidae zijn een familie van uitgestorven kreeftachtigen uit de klasse van de Ostracoda (mosselkreeftjes).

## Geslacht
- Kirkbyella Coryell & Booth, 1933 †